# Growin' Up (Luke Combs)
Growin' Up è il terzo album in studio del cantante statunitense Luke Combs, pubblicato nel 2022.

## Tracce
1. Doin' This – 4:14
2. Any Given Friday Night – 3:13
3. The Kind of Love We Make – 3:44
4. On the Other Line – 2:55
5. Outrunnin' Your Memory (with Miranda Lambert) – 4:14
6. Used to Wish I Was – 2:58
7. Better Back When – 3:23
8. Tomorrow Me – 3:28
9. Ain't Far from It – 3:37
10. Call Me – 3:20
11. Middle of Somewhere – 3:20
12. Going, Going, Gone – 2:57

## Classifiche

### Classifiche settimanali
| Classifica (2022) | Posizione raggiunta |
| ----------------- | ------------------- |
| Australia         | 2                   |
| Canada            | 2                   |
| Regno Unito       | 9                   |
| Stati Uniti       | 2                   |

### Classifiche di fine anno
| Classifica (2022) | Posizione |
| ----------------- | --------- |
| Australia         | 32        |